# CSS Nashville
Колёсный броненосец «Нэшвилл» (англ. CSS Nashville) — был одним из крупных броненосцев, заложенных в Мобиле (штат Алабама) для флота Конфедеративных Штатов Америки. Корабль имел типичную для конфедеративных броненосцев конструкцию, но приводился в действие двумя бортовыми гребными колёсами. Строительство шло медленно, и к решающим сражениям за Мобил в августе 1864 года корабль не был готов. В мае 1865 года был сдан федеральным войскам. В состав флота США не входил, сдан на лом в 1867.

## История
CSS «Нэшвилл» был построен по проекту инженера Джона Портера, в основном как попытка исследовать на практике применимость силовых установок от речных колёсных пароходах — единственных двигателей, более-менее широко доступных для Конфедерации — на боевых кораблях. Так как Конфедерация, ввиду крайней слабости промышленности, сталкивалась с постоянными проблемами при производстве длинных приводных валов для винтовых кораблей, предполагалось, что колёсные броненосцы будут проще и быстрее в постройке. Возросшая уязвимость движителя рассматривалась как неизбежное зло.
Броненосец был заложен на конфедеративной верфи в Сельме (штат Алабама) в сентябре 1862 года. Строительство его продвигалось медленно. Летом 1863, корабль был спущен на воду. В 1864, недостроенный «Нэшвилл», все ещё не имеющий ни брони ни орудий, был отбуксирован вниз по реке в Мобил, где и проводилась его достройка. Часть брони и орудия для него были позаимствованы с речного броненосца «Балтик», оказавшегося негодным к службе. Летом 1864, «Нэшвилл» все ещё был не готов к боевым действиям.

## Конструкция
За исключением колёсного движителя, «Нэшвилл» в целом, повторял общую концепцию броненосцев конфедератов. Он имел низкий, неглубоко сидящий корпус с низким надводным бортом и гладкой палубой. Посередине палубы был установлен броневой каземат с наклонными стенками, в котором стояла артиллерия.
«Нэшвилл» отличался в основном тем, что его каземат в центральной части имел спонсоны, соединявшиеся с бронированными кожухами гребных колёс. Его полное водоизмещение составляло около 2683 тонн; длина «Нэшвилла» составляла 83 метра, ширина — 19,5 метров, что делало его одним из крупнейших броненосцев, построенных на Юге. Будучи колёсным, корпус его имел более угловатые очертания, чем у других кораблей. Осадка его составляла всего 3,28 метра.

### Вооружение
«Нэшвилл» был сконструирован из расчёта на семь орудий; однако, в связи с бедственным положением проигрывающей войну Конфедерации, на практике он нёс не более четырёх. Все его вооружение было смонтировано в трапециевидном прямоугольном каземате в центре корпуса.
В передней стенке каземата находились два орудийных порта, через которые стреляли два 178-миллиметровых нарезных дульнозарядных орудия Брукса. Каждое орудие также могло стрелять через боковой порт в соответствующей боковой стенке каземата. В задней части каземата стояло ещё одно 178-миллиметровое нарезное орудие, стреляющее назад через порт в задней стенке, и на оба борта — через порты в обеих боковых стенках. Дополнительно, в центральной части каземата стояло одно гладкоствольное 24-фунтовое орудие, стреляющее на оба борта через боковые порты.
Как и все броненосцы конфедератов, «Нэшвилл» был оснащён тараном. В отличие от строившихся на Атлантическом Побережье броненосцев, он не имел дополнительной шестовой мины.

### Броневая защита
Броневая защита «Нэшвилла» была разнородна по конструкции, и состояла из тех материалов, которые конфедератам удавалось добыть лишь с большим трудом. Часть броневых плит была заимствована с разоружённого речного броненосца CSS «Балтик».
Наиболее мощно была защищена лобовая стенка каземата. Её покрывали три слоя железных плит, полученных путём прокатки старых железнодорожных рельсов. Общая толщина защиты достигала 150 миллиметров; так как слоистая броня по стойкости уступала сплошным плитам равной толщины, чтобы увеличить эффективность бронирования, конфедераты расположили лобовую броню каземата под углом наклона в 29 градусов к горизонтали.
Боковые и задняя стенки каземата и основания кожухов гребных колёс корабля защищались всего одним слоем плит, толщиной 50 миллиметров. Чтобы повысить снарядостойкость, им был придан уклон в 35 градусов к горизонтали. Подобная защита, толщиной не более 50 миллиметров, уже считалась недостаточной для защиты от мощных орудий северян, но южане, страдавшие от крайнего дефицита металла, не имели особого выбора. Частично, слабость брони компенсировала мощная деревянная подкладка из 600 миллиметров тика.
В целом, броневая защита корабля соответствовала предпочитаемой конфедератами таранной тактике, когда наибольшее значение уделялось защите носовой части корабля, подвергавшейся обстрелу практически в упор. Неизвестно точно, была ли вся защита «Нэшвилла» когда-либо смонтирована на местах.

### Силовая установка
Силовая установка была целиком заимствована с речных колёсных пароходов, и подверглась минимальной модернизации при установке на броненосец. Две машины неизвестной мощности работали на два колеса. Ввиду малой осадки и малого сопротивления движению при достаточно высокой мощности, броненосец оказался достаточно быстроходным и выдал на мерной миле 8 узлов. Также, в отличие от остальных крупных конфедеративных броненосцев, «Нэшвилл» оказался очень манёвренным за счёт своего колёсного движителя.

## Служба
Из-за затянувшейся достройки, CSS «Нэшвилл» вступил в состав флота Конфедерации лишь 15 сентября 1864 года — спустя больше месяца после того, как северяне прорвались в залив Мобил. На мерной миле, корабль продемонстрировал хорошую скорость и манёвренность, но корпус его оказался слишком слаб для веса установленной брони, и проседал в центральной части, образуя многочисленные течи. Структурная прочность броненосца также была под вопросом.
Большую часть своей карьеры, броненосец провёл в обороне порта Мобил, укрывшись за минными полями от нападений федералистов. Попыток выхода в море против многократно превосходящего противника броненосец не предпринимал. Северяне, не обладавшие достаточными наземными силами вблизи Мобила также не предпринимали попыток атаковать сам форт, ограничившись установлением своего контроля над акваторией залива, изоляцией и захватом островных фортов. С военной точки зрения, Мобил уже утратил своё стратегическое значение; после прорыва федерального флота в залив, конфедеративные блокадопрорыватели более не могли проходить в сам порт и ввозить туда оружие и снаряжение из Европы.
Весной 1865, северяне сконцентрировали под Мобилом значительные наземные силы, начав кампанию по захвату порта. Обороняясь, южане активно применяли «Нэшвилл» как плавучую батарею для поддержки своих войск. В боях в марте-апреле 1865 за Испанский Форт, оборонявший восточные подступы к Мобилу, «Нэшвилл», действуя из-за линии заграждений, помогал отражать атаки федеральных войск, до тех пор, пока береговые батареи северян не вынудили его отступить. Затем, броненосец бомбардировал позиции федеральных войск, штурмующих форт Блэкли.
После падения Мобила, броненосец отступил вверх по реке Томбигби вместе с группой других кораблей Конфедерации. 10 мая, после капитуляции конфедеративного правительства, коммодор Эбензер Фарранд сдал «Нэшвилл» северянам. Американский флот, более не нуждавшийся в трофейных кораблях, применения колёсному броненосцу не нашёл: отбуксированный в Новый Орлеан, «Нэшвилл» был поставлен на хранение. Часть его брони при этом была демонтирована для применения на других единицах. В 1867 году «Нэшвилл» продали на лом.

## Оценка проекта
В целом, несмотря на свой необычный вид, «Нэшвилл» оказался одним из наиболее полезных броненосцев Конфедерации. Применение колёсного движителя, хотя и выглядело анахронизмом, тем не менее позволило избавиться от массы проблем с переделкой силовой установки, от которой страдали винтовые броненосцы южан. Корабль оказался весьма быстрым (за счёт малой осадки и небольшого сопротивления движению), манёвренным и способным эффективно оперировать на мелководье — этих качеств зачастую были лишены другие крупные броненосцы южан.
С другой стороны, «Нэшвилл» страдал и от ряда актуальных недостатков. Главным из них, был избыточный вес брони, который не мог выдержать его недостаточно прочный корпус. Огромные кожухи гребных колёс поглощали значительное количество доступного для бронирования веса, из-за чего защищённость корабля против тяжёлых орудий северян вызывала сомнения. Наконец, сам по себе движитель корабля был значительно более уязвим, чем винтовой, и мог быть быстро выведен из строя.
Ещё одной проблемой оказалась затянувшаяся достройка. «Нэшвилл» не был готов к решающему сражению в заливе Мобил 5 августа 1864, в котором его присутствие и высокие ходовые качества могли оказать влияние на исход боя.